# Rumania en los Juegos Paralímpicos de Londres 2012
Rumania estuvo representada en los Juegos Paralímpicos de Londres 2012 por cinco deportistas, cuatro hombres y una mujer.

## Medallistas
El equipo paralímpico rumano obtuvo las siguientes medallas:
| Nombre             | Deporte           | Evento                              |
| ------------------ | ----------------- | ----------------------------------- |
| Oro                |                   |                                     |
| Carol-Eduard Novak | Ciclismo en pista | Persecución individual C4 masculino |
| Plata              |                   |                                     |
| Carol-Eduard Novak | Ciclismo en ruta  | Contrarreloj C4 masculino           |
| Bronce             |                   |                                     |
| —                  |                   |                                     |